# エリー・デケル
エリー・デケル(Elie Dekel)は、アメリカ合衆国の経営者。デケル・ブランド創設者兼CEO。

## 人物
カリフォルニア州立大学ノースリッジ校でマーケティングコミュニケーションの学位を取得後、エンターテイメント業界でのキャリアをスタートさせる
1989年からサバン・エンターテイメントにて働き、同社が輸入した番組が吹き替えを行っただけで、アメリカで放送できるかなどをチェックする仕事をした後、マーケティング&プロモーション担当副社長を経て、1996年から同社のマーケティング&プロモーション担当上級副社長となる。
サバンとFox Kidsの合併会社Foxファミリー・ワールドワイドのマーケティング&広告担当執行副社長を経て、1998年にコンシューマー・プロダクツ担当執行副社長となり、後に社長に就任する。さらにサバン・コンシューマー・プロダクツ社長としてマーケティング及びブランディングを総括した。
2001年にFoxファミリー・ワールドワイドがウォルト・ディズニー・カンパニーに買収された際にクリエイティヴ・アーティスツ・エージェンシーに移り、2004年5月まで、ライセンス関係のエージェントとして活動。2005年6月に20世紀フォックスに入社し、2009年6月まで、同社のライセンシング&商品化担当執行副社長を務める。
2009年7月にサバン・キャピタル・グループに移り、マネージング・ディレクターとなる。2010年にサバン・キャピタルがサバン・ブランドを設立した際に社長に就任し、ライセンシング、マーチャンダイジング、知的財産の管理などの業務を総括した。サバン・ブランドの関連会社ヴォルテックスの共同社長でもあり、同社が運営しているCWテレビジョンネットワークの子供向け番組放送枠を監督する立場にもあった。
2015年7月、サバン・ブランドの社長を辞任。同社の上級顧問となり、デケル・ブランド社を設立。
2016年6月にサバン・ブランドの顧問を退いた後、サテライト・オブ・ラブにて、テレビ番組『ミステリー・サイエンス・シアター3000』のストラテジック・ブランド・アドバイザー兼ワールドワイド・コンシューマ・プロダクツ・ライセンシング・エージェントとなる。
2017年7月から2020年1月まで、レジェンダリー・エンターテインメントにてブランド開発兼コンシューマープロダクツ担当エグゼクティブ・バイス・プレジデントを務める。

## 参加作品

### テレビ番組
- パワーレンジャー・サムライ Power Rangers: Samurai(2011) - 共同プロデューサー
- Power Rangers Samurai: Clash of the Red Rangers: The Movie(2011) - 共同プロデューサー
- パワーレンジャー・スーパーサムライ Power Rangers: Super Samurai(2012) - 共同プロデューサー
- Julius Jr.(2013) - 製作総指揮
- パワーレンジャー・メガフォース Power Rangers Megaforce(2013) - 共同プロデューサー
- デジモンクロスウォーズ(2013 - 2015) - 英語版製作総指揮
- パワーレンジャー・スーパーメガフォース Power Rangers: Super Megaforce(2014) - 共同プロデューサー
- パワーレンジャー・ダイノチャージ Power Rangers Dino Charge(2015) - 共同プロデューサー

### ゲーム
- The Simpsons Game(2007) - 20世紀FOXライセンス担当、20世紀FOXマーチャンダイジング担当
- Power Rangers: Samurai(2011) - サバン・ブランド社長
- Power Rangers: Super Samurai(2012) - サバン・ブランド社長
- Power Rangers: Super Megaforce(2014) - サバン・ブランド社長